# Livistona jenkinsiana
Espèce
Synonymes
- Saribus jenkensii (Griff.) Kuntze
- Livistona jenkinsii Griff. ex Mart.
- Livistona moluccana Schaedtler
- Sisymbrium alliaria (L.) Scop.
- Latania jenkinsiana (Griff.) Devansaye.
- Livistona fengkaiensis X. W. Wei & M. Y. Xiao.

Classification phylogénétique
Livistona jenkinsiana, ou Palmier éventail de l'Himalaya, est une espèce de plantes de la famille des Arecaceae (palmiers). 
C'est un palmier flabelliforme.

## Étymologie
L'espèce a été décrite par William Griffith en 1845. Ce dernier s'est basé sur les observations de terrain et la collection de Major Francis Jenkins (1793-1866), commissaire mandaté par la Compagnie britannique des Indes orientales en Assam. L'espèce a été nommé en son honneur.

## Description et distribution
C'est un palmier à grandes feuilles en éventail à pétioles épineux. Il ressemble beaucoup à L. speciosa par ses feuilles et ses épines incurvées vers le bas présentes le long du pétiole de ses feuilles, mais il se distingue de cette espèce par la couleur de son fruit (bleu-plomb pour L. jenkinsia contre turquoise-irisé pour L. speciosa).   
On le trouve à l'état sauvage au Bangladesh, au Bhoutan, en Chine (Hainan et Yunnan), au Nord-Est de l'Inde (Arunachal Pradesh, Nagaland, Sikkim, Assam), au Myanmar, en Thaïlande, au Vietnam, au Laos et probablement dans la péninsule malaise. 

## Confusions avecL. Speciosa
L. jenkinsiana est extrêmement de proche L. speciosa, si bien que certains considéraient qu'il s'agissait de la même espèce. Encore aujourd'hui certains ouvrages ne font pas la distinction,.
Les botaniste Anders Sánchez Barfod et John Leslie Dowe ont consacré un article à ce sujet en 2010 pour rétablir le fait que ce sont bien deux espèces distinctes en raison des différences morphologiques. De plus la période de floraison et de fructification des deux taxons est différente.

## Usages
Les feuilles en guise toiture couvrent assez durablement les habitations et sevent à la vannerie en général. Le pétiole s'exploite comme cordage ou bois de feu. Le stipe s'utilise pour la construction des habitations, pour le sol ou comme pilier, et également pour faire des barrières.

### Alimentaire
Le fruit est consommé aussi bien cru que cuit, en salade. La chair du fruit possède un goût délicat et une texture fondante. Après être bouilli et accompagné à du riz gluant, il est couramment consommé au Laos et en Thaïlande où il se nomme māk khō̜ (lao: ໝາກຄໍ້ / thaï : หมากค้อ). Le cœur du stipe est également comestible. Les Adi consomment parfois les jeunes pousses tendres comme légumes. Après fermentation, le fruit est préparé en chutney .

### Médicinal
Un étude portant sur la composition chimique et l'usage ethnobotanique de l'espèce a été publiée en 2018. Le fruit de L. jenkinsiana contiendrait 43 composés dont 22 ont été signalés comme étant utiles et biologiquement actifs contre nombre de problèmes de santé, en ayant des effets anticancéreux, antioxydants, et en prévenant la formation d'acide urique, etc. Il contient en outre dans une remarquable proportion du tréhalose, un composé médicinal prometteur.
Le fruit est utilisé médicalement sur l'île de Hainan . En Inde, on mastique le fruit frais . La noix peut servir de substitut à la noix d'arec pour la chique de bétel ,.

## Culture
Bien qu'originaire des régions tropicales, ce palmier peut également être cultivé dans des climats tempérés et subtropicaux plus ou moins exempts de gel. On le trouve dans les zones à forte pluviométrie, qui peuvent être avec ou sans saison sèche distincte. Il pousse mieux dans une exposition ensoleillée et humide, mais bien drainée.
La propagation par graine est facile, son taux de germination est excellent et elle possède une durée de vie plus longue que la plupart des palmiers. Au Nord-Est de l'Inde on sème les graines de février à avril (ce qui correspond à la fin de la saison sèche), en les enterrant de 5cm à 8cm de profondeur.

## Menace
Il est difficile d'évaluer précisément le statut de L. jenkinsiana. S'il n'est pas en voie de disparition, il y a des raisons de suspecter qu'il soit menacé localement à cause de l'activité humaine. En Inde il est déjà considéré comme en danger,.

## Noms vernaculaires
- Anglais : Himalayan fan palm ; Major Jenkins Palm ; Assam fan palm
- Adi : Taa-ck
- Assamais : Toko-Patta ; Tokou
- Birman : Taw tan[2]
- Chinois  : 美丽蒲葵 (pinyin : měilìpúkuí) ; 封开蒲葵 ; 傑欽氏蒲葵
- Français: Palmier éventail de l'Himalaya, Palmier d'Assam
- Karbi : Takau-araun[11]
- Lao : ໝາກຄໍ້ (Māk khō̜)
- Lepcha : Talai nyom ; Purbong
- Nishi (Nyishi) : Takk
- Phom (en) : Yuh [12]
- Thaï: หมากค้อ (Mak kho) ; ก๊อแล่ (Ko lae) à Chiang Mai ; ทอ (Tho), โล้ล่ะ (Lo-la), หลู่หล่า (Lu-la) Karen-Mae Hong Son ; นางกลางแจ๊ะ (Nang klang chae), มะก๊อซ่วม (Ma ko suam), มะก๊อแดง (Ma ko daeng) au Nord ; สิเหรง (Si reng) à Pattani [13]